# Mantikore-Verlag
Der Mantikore-Verlag ist ein deutscher Buch- und Rollenspielverlag mit Sitz in Frankfurt am Main, der 2008 von Nicolai Bonczyk gegründet wurde. Das Verlagsprogramm des Kleinverlages besteht aus Romanen, Rollenspielsystemen und Spielbüchern aus dem Fantasy-Genre. Der Verlagsname spielt auf das Fabelwesen Mantikor an, das in diesem Bereich häufig auftaucht.

## Geschichte
Der Mantikore-Verlag wurde 2008 von dem Rollenspieler und Hobbyautor Nicolai Bonczyk als Erweiterung seines Onlineshops für Rollenspiel- und Fantasy-Spielbücher gegründet. Er begann mit der Idee, ältere und bekannte Rollenspielbücher neu aufzulegen und neue Werke zu verlegen. Dabei begann er mit der Kontaktaufnahme zu dem britischen Fantasyautor Joe Dever, der 1984 das erste Buch der Spielbuch-Reihe Einsamer Wolf geschrieben hatte. Bonczyk übernahm mit Mantikore ab 2009 die Neuauflage dieser Klassiker und ergänzte sie um weitere Bände, die bislang nicht in deutscher Sprache veröffentlicht wurden. Neben Spielbüchern verlegt der Mantikore-Verlag Romane aus den Bereichen Fantasy, Horror und Science-Fiction.
Seit 2012 organisiert der Mantikore-Verlag eine eigene Rollenspieler-Convention, die jährlich stattfindende MantiCon in der Jugendherberge der Starkenburg, Heppenheim.
Mit Rock’n Rodeo: Der Festivalmanager veröffentlichte der Verlag 2014 auch ein Brettspiel des Spieleautors Matthias Stark.

## Bibliografie und Ludografie (Auswahl)
- seit 2009: Joe Dever: Einsamer Wolf, bis April 2017 22 Bände – 1. Band 2009 war Einsamer Wolf 1 – Flucht aus dem Dunkel
- 2010: Joe Dever: Magnamund Spielbuch – Banedons Auftrag.
- 2010: Moritz Mehlem: Die Larm Chroniken
- 2010: Moritz Mehlem: Drachen über Larm
- 2010: Labyrinth Lords – Herr der Labyrinthe
- 2011: Paranoia Troubleshooters
- 2011: Einsamer Wolf – Mehrspielerbuch – Ein Fantasy Rollenspiel
- 2011: Legenden von Harkuna
- 2011: Dave Morris: Das Reich des Krieges
- 2012: Gareth Hanrahan: Paranoia – Verrat in Wort und Tat
- 2012: Jon Sutherland, Simon Farrel: Die Invasion der Normannen
- 2012: Jon Sutherland, Simon Farrel: Die Spanische Armada
- 2012: Swen Harder: Reiter der schwarzen Sonne, Spielbuch, ausgezeichnet mit dem Deutschen Rollenspielpreis 2014[4]
- 2012: Joe Haldeman: Herr der Zeit
- 2012: Robert Silverberg: Lord Valentine
- 2012: Schnutenbach – Böses kommt auf leisen Sohlen
- 2012: Dave Morris, Jamie Thomson:  Das Reich des Goldes
- 2013: Joe Haldeman: Der Ewige Krieg, Neuauflage als Neuübersetzung mit den Fortsetzungen Der Ewige Friede sowie Am Ende des Krieges
- 2013: Das Lied von Eis und Feuer – Das Game of Thrones Rollenspiel
- 2013: Harry Harrison: Soylent Green
- 2013: Joe Dever: Lone Wolf 18 (Übernahme der englischen Ausgabe ab diesem Band)
- 2014: Moritz Mehlem, Marc Geiger: Schatten über Dolmvay
- 2014: Jens Schumacher: Die Welt der 1000 Abenteuer: In den Fängen der Seehexe, 2014, ISBN 978-3-939-21274-4.
- 2014: Mario H. Steinmetz: Totes Land 1: Ausnahmezustand. (1. Teil einer Serie, gefolgt von Totes Land 2: Die Zuflucht. (2014) und Totes Land 2: Der Bunker. (2015))
- 2014: Matthias Stark: Rock’n Rodeo: Der Festivalmanager, Brettspiel
- 2014: Felix A. Münter: The Rising
- 2014: Robert A. Heinlein: Starship Troopers
- 2014: Feuer des Mondes
- 2015: Game of Thrones: Night’s Watch, Die Nachtwache, ausgezeichnet mit dem Deutschen Rollenspielpreis 2015[5]
- 2015: Swen Harder: Metal Heroes – and the Fate of Rock, Spielbuch, ausgezeichnet mit dem Deutschen Rollenspielpreis 2017[6]
- 2015: Destiny Quest
- 2015: Steve Jackson: Sorcery
- 2015: Glen Cook: Black Company
- 2015: Jörg Benne: Die Stunde der Helden
- 2016: Michael Moorcock: Elric – Der Blutthron
- 2016: Harry Harrison, John Holm: Hammer of the North – Söhne des Wanderers
- 2016: M. R. Forbes: Divine – Auferstehung
- 2016: Robert A. Heinlein: 2086 – Sturz in die Zukunft
- 2016: Dave Morris, Jamie Thomson: Fabled Lands (Legenden von Harkuna Sammelbände; Spielbücher der Sagaland-Reihe)
- 2017: M. R. Forbes: Der Nekromant
- 2017: H.G. Wells: Krieg der Welten
- 2017: Daniel F. Galouye: Dark Universe
- 2017: Larry Niven, Jerry Pournelle: Extraterrestrial – Die Ankunft
- 2017: Larry Niven, Jerry Pournelle: Komet – Der Einschlag
- 2017: Steve Jackson: Sorcery!, 4 Bände
- 2018: Jörg Benne: Legenden von Nuareth – Die Stunde der Helden
- 2018: Jörg Benne: Dämonengrab
- 2018: Jörg Benne: Verax – Das Experiment

## Belege
1. ↑  Mantikore-Verlag auf der Homepage des Verlages, abgerufen am 13. Oktober 2017.
2. ↑  MantiCon 2012, abgerufen am 13. Oktober 2017.
3. ↑  Mantikore-Verlag in der Spieledatenbank BoardGameGeek (englisch), abgerufen am 13. Oktober 2017.
4. ↑  Die Preisträger des Deutschen Rollenspielpreises 2014 auf der Website des Deutschen Rollenspielpreises, abgerufen am 13. Oktober 2017.
5. ↑  Die Preisträger des Deutschen Rollenspielpreises 2015 auf der Website des Deutschen Rollenspielpreises, abgerufen am 13. Oktober 2017.
6. ↑  Die Preisträger des Deutschen Rollenspielpreises 2017 auf der Website des Deutschen Rollenspielpreises, abgerufen am 13. Oktober 2017.